# 凡爾賽玫瑰
《凡爾賽玫瑰》（日语： Berusaiyu no Bara）是由池田理代子創作的日本少女漫畫作品。該作最初於1972年至1973年間連載於集英社的少女漫畫雜誌《Margaret》，其後在2013年至2018年間曾推出復刻連載版本。
該作品被視為一部历史剧，以18世紀的法國，特別是在法國大革命前夕及革命期間的背景為舞台。透過結合真實歷史人物與虛構角色，《凡爾賽玫瑰》聚焦於兩位女性的命運交織與人生抉擇：一位是法國王后玛丽·安托瓦内特，另一位則是女性出身卻自幼被父親當作男性撫養、擔任近衛軍隊長的奧斯卡·法蘭索瓦·德·傑爾吉。池田創作本作的靈感，來自其1960年代末期加入日本共產黨、參與日本新左翼運動後對革命與民眾起義的關注。作品誕生於少女漫畫媒介經歷重大轉型的時期，當時的少女漫畫開始探討政治、性別與社會議題，敘事也日益複雜。
《凡爾賽玫瑰》不僅在評論界與市場上獲得巨大成功，截至2022年為止，全球累計銷量已超過2300萬冊。本作被視為少女漫畫發展的重要里程碑，是推動少女漫畫從針對兒童讀者向青少年與年輕成人轉型的代表作品之一。該作品也發展成跨媒體系列，包括1979年至1980年間，由TMS娛樂製作並於日本電視台播出的同名電視動畫、1979年由法國導演雅克·德米執導的真人電影、寶塚歌劇團多次改編演出的音樂劇版本以及2025年上映，由MAPPA製作的全新動畫電影。此外，作品還衍生出多部續篇與外傳作品，尤以《榮光的拿破崙─英雄交響曲》最為知名。

## 劇情簡介
在十八世紀末、位於法國象徵繁榮的波旁王朝的凡爾賽宮中，敍述著一名年輕的貴族少女以女扮男裝擔任宮廷護衛與一位出身王室的公主相遇，她們在波旁王朝到法國大革命的時代中展開許多愛恨交織的歷程。1755年，出身於法國貴族的少女奧斯卡出生時的宏亮哭聲加上家中未能生育男丁的緣故，所以她受她家族長輩的教育下栽培成男性跟自己的青梅竹馬鍛鍊劍術和騎馬等武藝，當背負著重大的使命的奧斯卡和一位出身於異國王室、下嫁到凡爾賽宮的公主相遇時，兩人在宮廷的爭鬥中與一位外國貴族的青年產生禁忌之愛激盪出她們悲劇般的戀情與人生。

## 人物介紹
角色声优的表示顺序为TV动画/1990年剧场版/2025年劇場版。

### 主要角色
玛丽·安托瓦内特
配音：上田美由紀/同左/平野綾（日本）；林錦燕（香港）；陳惠卿（三立都會台）、馬君珮（TVBS-G）、丘梅君（未知版本）（台灣）
生於1755年11月2日，奧地利皇后瑪麗亞·特蕾莎的女兒。路易十六的王后。
14歲時在母親泰瑞莎女皇的安排下，從奧地利遠嫁法國成為路易皇太子之妻，視奧斯卡為摯友，17歲在歌劇院舞會邂逅並愛上菲爾遜。
奧斯卡·法蘭索瓦·德·傑爾吉
配音：田島令子（童年：鈴木黎子）/户田惠子/澤城美雪（日本）；沈小蘭（香港）；姜瑰瑾（VCD版）、孫若瑜（華視）、靳東美（ep.1-15）→呂佩玉（ep.16起）（三立都會台）、魏晶琦（衛視中文台）、李明幸（TVBS-G）（台灣）
生於1755年12月25日，傑爾吉家第六女，安德烈的青梅竹馬與戀人。性格善良聰慧，堅持正義。受父親的教育下因此經常以男裝佳麗出現。
安德烈·格蘭迪耶（安德烈·格蘭迪）
配音：志垣太郎（童年：のざききいこ）/水岛裕/豐永利行（日本）；葉少榮（香港）
生於1754年8月26日，奧斯卡的青梅竹馬兼戀人。自懂事時在傑爾吉家領地的村莊長大，父親去世時由母親撫養，後來在母親去世後被祖母給照料。
漢斯·亞克塞爾·馮·菲爾遜（漢斯·佛森）
配音：野泽那智、堀勝之祐（初期集數代演）/富山敬/加藤和樹（日本）；陸頌愚（香港）
生於1755年9月4日，來自瑞典的伯爵，因長相俊美而吸引眾多貴族女性，包括太子妃瑪麗・安東妮德。雖與瑪麗相戀，卻因身分所限無法結合。
羅莎莉·拉·蒙麗
配音：吉田理保子/無/早見沙織（日本）；雷碧娜（香港）；許淑嬪（VCD版、華視、衛視中文台、三立都會台共通）、丘梅君（未知版本）（台灣）
勃利公爵夫人之長女，居住在巴黎貧民區的平凡少女，瓊妮的義妹、夏綠蒂同母異父的姊姊。

### 奧斯卡家
傑爾吉將軍（港譯：賈路杰將軍）
配音：內海賢二/同左/銀河萬丈（日本）；龔祖澤（香港）
奧斯卡的父親，家族世代皆為波旁王朝效力軍事將領的後裔，也是改變奧斯卡一生的關鍵人物。
傑爾吉夫人
配音：佳川紘子/無/島本須美（日本）；譚淑英（香港）
奧斯卡的母親，為傑爾吉育有六個女兒。插曲篇提及本人是喬治·德·拉·圖爾的後人。
瑪蓉·葛拉賽·蒙布朗
配音：京田尚子/梨羽由紀子/田中真弓（日本）
通稱「奶娘」。安德烈的奶奶兼奧斯卡的褓姆，曾養育奧斯卡和安德烈長大。

### 皇室
路易十六
配音：安原義人/井上和彥/落合福嗣（日本）；陳永信（香港）
路易十五的孫兒，玛丽·安東妮德的丈夫，性格內向軟弱。興趣是製鎖與狩獵。
路易十五
配音：勝田久/無/大塚芳忠（日本）
路易十六的祖父，生性風流，十分寵愛與關心著情婦杜巴利夫人。1774年5月10日因染天花而駕崩。
奧爾良公爵
配音：市川治（2～24話）、仁内建之（27話）（日本）
波旁王室旁支的成員，路易十六的表兄。
阿圖瓦伯爵
配音：澤井正延（日本）
路易十六的末弟。在姪兒約瑟夫還在穆東城調養、尚且健在時，從未關注對方的情況。
瑪麗-泰蕾茲
配音：菅谷政子/無/田中美海（日本）
瑪麗·安東妮德的長女，是唯一存活到法國大革命後的皇室成員。在雙親被處決的兩年後被送回母親的家鄉奧地利。
路易·約瑟夫
配音：松尾佳子/無/德井青空（日本）
瑪麗·安東妮德的長子，路易·查理（夏爾）的哥哥（享年7歲），天資聰穎，儘管體弱多病卻心繫著法國的處境，很信賴與仰慕奧斯卡，在七歲時在三級會議開幕的一個月期間因病去世。
路易·查理（夏爾）
配音：三田友子（日本）
瑪麗·安東妮德的次子。比起在真實歷史晚年的悲慘經歷，漫畫中被帶走不久受到「教設」下遺忘自己的出身。
瑪莉亞·泰瑞莎
配音：北村昌子（日本）
奧地利女王。玛丽·安東妮德的母親。

### 貴族
勃利公爵夫人
配音：武藤禮子（日本）
夏綠蒂與羅莎莉的母親，瑪麗王后的貴族「好友」之一。
夏綠蒂（夏露）·德·勃利
配音：小宮和枝（日本）
勃利公爵夫人之次女，羅莎莉同母異父的妹妹，非常喜歡奧斯卡。
德·吉許公爵
配音：石田太郎（日本）
法國貴族之一，其全名為“羅蘭·德·吉許”。擔任會計檢察院長官深受國王路易十六的信賴，幾乎統治著波納日地區的全境。
考尼茨
配音：田中康郎（日本）
奧地利的總理。
諾瓦耶伯爵夫人
配音：宗形智子/無/平野文（日本）
負責教育剛嫁入法國王室、成為路易十五的太子妃的瑪麗·安東妮的家庭教師。
梅爾西伯爵
配音：村越伊知郎（日本）
奧地利駐法國的大使，瑪麗·安東妮的教育老師之一。
拉斐德侯爵
配音：千田光男（日本）
在三級部會上出現平民議員差點被逐出議場的場面負責保護羅貝斯皮埃爾等人，與其他青年貴族一道站在向議場走來的近衛兵面前試圖將他們攔下。
德洛尼侯爵
配音：德丸完/無/近藤浩德（日本）
於1789年7月14日擔任巴士底獄的指揮及守備。
路德·熱內梅公爵
配音：寺島幹夫/無/高木涉（日本）
波旁王室旁支的成員，隸屬於奧爾良公的派系，地位之尊崇足以出席只限王族參加的晚宴。

### 軍方角色
亞蘭·德·索瓦遜
配音：山田俊司/同左/武內駿輔（日本）；陳永信（香港）
衛兵隊第一班的隊長，安德烈的好友。
弗洛里安·德·傑洛戴爾（裘迪爾）
配音：三景啟司/無/江口拓也（日本）
奧斯卡的副官，同時也是傑洛戴爾伯爵家的次子。
布耶將軍
配音：飯塚昭三→增岡弘/無/大塚明夫（日本）
王黨派的軍人，被調往法國近衛軍的奧斯卡的上級軍官。
達古上校
配音：塚田正昭/無/山野井仁（日本）
奧斯卡在法國近衛軍的副官。
拉薩爾·多雷塞爾
配音：井口成人/無/田丸篤志（日本）
法國衛兵隊B中隊隊員。
蘭貝斯克公
配音：吉水慶（日本）
為忠於瑪莉·安東妮皇后的堅定保皇派的軍人。
奧諾雷·加布里埃爾·德·米拉波伯爵
配音：緒方賢一（日本）
曾是沉迷於美酒與女色的浪蕩貴族，後來轉投革命派的人，在三級會議上以普羅旺斯州平民議員的身份當選並支援羅伯斯庇爾。
拿破崙·波拿巴
青年軍官。只與奧斯卡有一面之緣卻令她留下深刻的印象。

### 革命派角色
貝爾納‧夏特萊（港譯：貝拿爾）
配音：野島昭生/同左/入野自由（日本）；黃子敬（香港）
身分為報社記者。
马克西米连·罗伯斯庇尔（港譯：羅貝）
配音：森功至/池水通洋/小野賢章（日本）；黃志成（香港）
奧斯卡在阿拉斯莊園遇見的律師，動畫版因偶遇奧斯卡對她提及瑪麗皇后等貴族的奢糜陋習，為她帶來追求平等、自由的啟蒙思想。
安東萬·路易·德·聖茹斯特
配音：古川登志夫（日本）
漫畫版為貝魯納爾的表親。

### 其他角色
杜巴利夫人
配音：來宮良子（日本）；余秀明（香港）
路易十五的情婦。
让娜·德瓦卢瓦-圣雷米（港譯：姜露）
配音：松金米子/吉田理保子（日本）；譚淑英（香港）；馮友薇（衛視中文台）、許雲雲（TVBS-G）（台灣）
羅莎莉的義姊。
尼古拉·拉·莫里埃爾
配音：公卿敬子（日本）
瓊妮的生母，羅莎莉的養母，曾與勃利公爵夫人為舊識。
羅絲·貝爾坦
配音：森弘子（日本）
在巴黎聖特雷諾街經營洋裝店的服飾設計師。
貝梅爾
配音：北村弘一（日本）
出入王室的珠寶商人。
黛安娜(蒂安奴)·德·索瓦松
配音：岡本茉利（日本）
亞蘭的妹妹，衛兵隊的隊員最受矚目的對象。
路易·德·盧昂大主教
配音：鎗田順吉（日本）
前駐奧地利大使及樞機主教，“钻石项链事件”的當事人。
尼古爾·德·奧利瓦
配音：松島實（日本）
巴黎下町的妓女(動畫版中添加設定為盲人)。容貌與瑪莉·安東妮德極為相似而被瓊妮所利用。
雅克·內克爾
配音：大木民夫（日本）
法國的財政部長。瑞士銀行家，平民出身。

## 創作

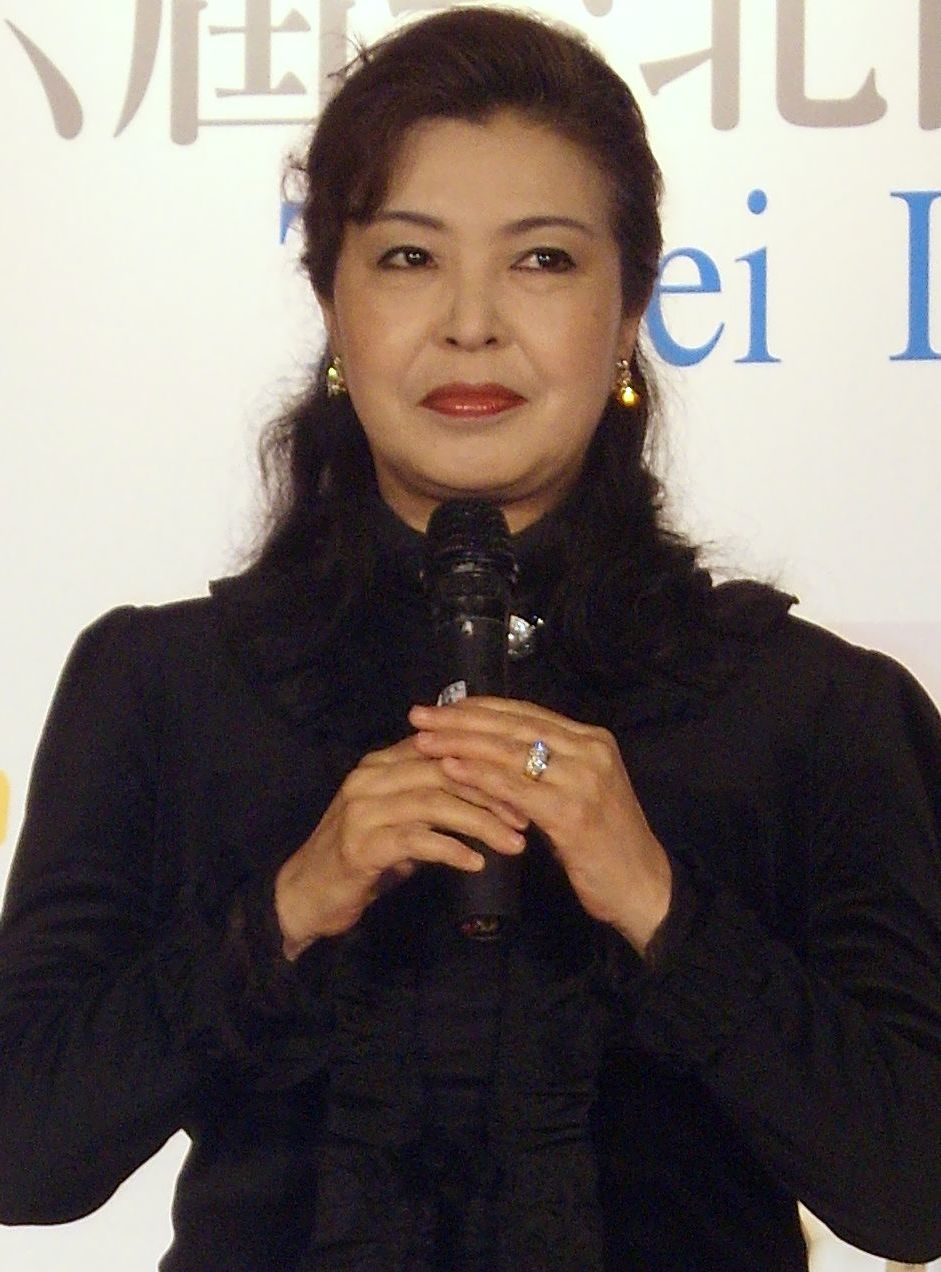
池田理代子，本漫畫作者。

池田理代子成長於1960年代的日本，當時正值新左翼運動蓬勃發展。這場運動部分受到法國大革命理念的啟發，激發了大量年輕人對政治與社會議題的關注，進而引發各地的學運與社會抗爭。1966年，池田進入大學後，加入了日本共產黨附屬的青年組織「日本民主青年同盟」，並積極參與學生運動。當時，她對經濟獨立的渴望甚至一度促使她離家出走。儘管這段經歷未必直接成為她日後創作的主題，卻在某種程度上深化了她對革命與社會變革的關注。

### 連載
據池田表示，她在高中二年級的夏天閱讀奧地利作家斯特凡·茨威格的傳記小說《瑪麗·安東妮：一位平凡女子的肖像》後深受啟發，決定日後創作一部以瑪麗·安東妮為主角的作品。隨著1970年代初新左派勢力逐漸式微，池田也決定以革命與民眾起義為主題創作漫畫。在開始連載《凡爾賽玫瑰》時，池田年僅24歲。

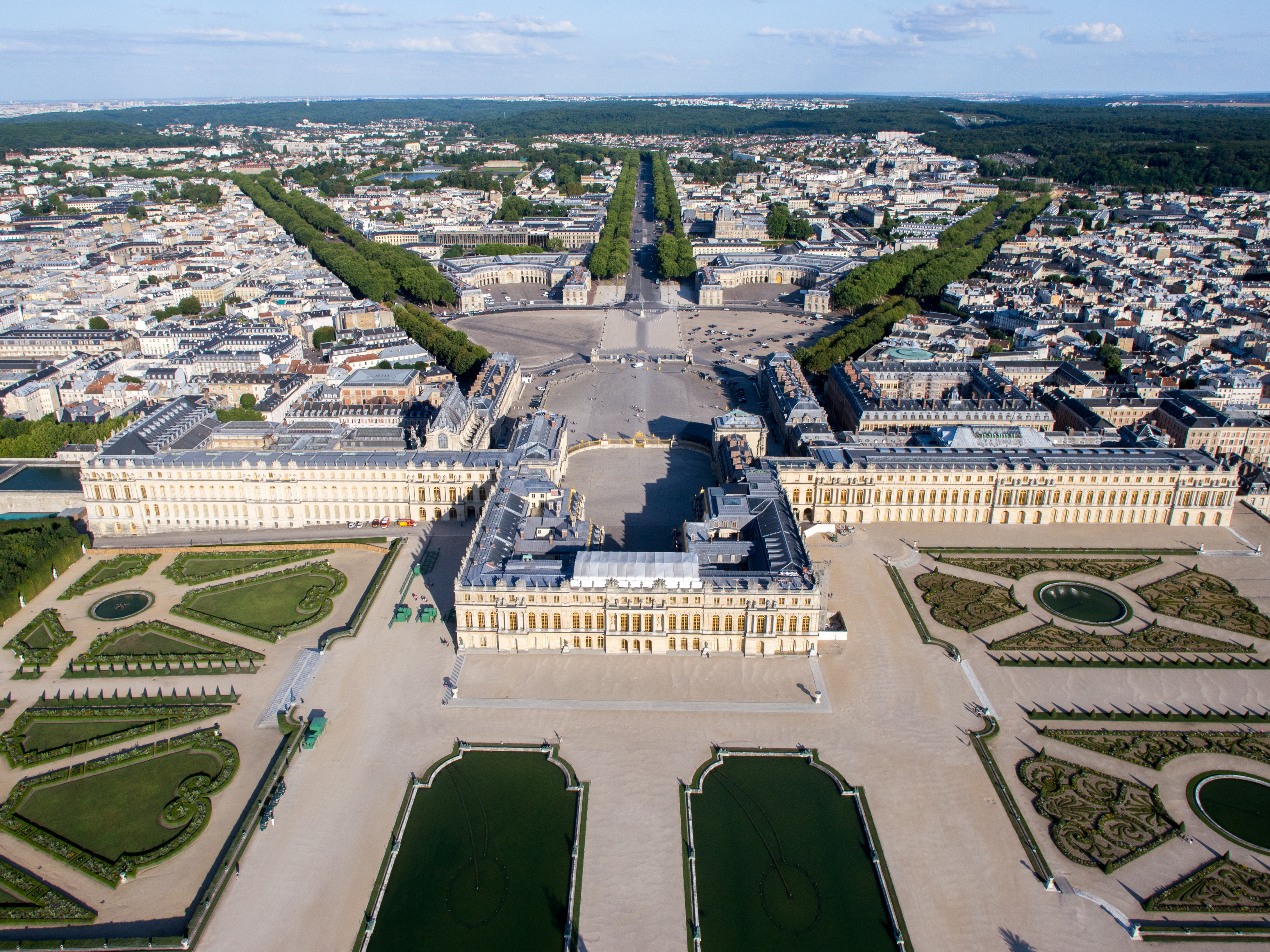
凡尔赛宮為本系列中的重要關鍵場景。

由於無法親赴當地實地取材，資料蒐集極為困難。為求準確，池田只能仰賴書籍作為創作依據，經常前往神田的舊書店蒐羅法國相關文獻，並多次造訪小學館資料室尋找資料；若遇難以確認的史實，則向專門學者請教。在進行長達兩年的歷史研究後，池田向集英社提議創作一部以瑪麗·安東妮為主角的傳記漫畫。雖然編輯對此構想持保留態度，儘管如此，《凡爾賽玫瑰》仍於1972年5月21日正式在週刊少女漫畫雜誌《Margaret》開始連載，並以「若連載不成功，即立即終止」為前提條件。
由於缺乏編輯部的支持，池田在連載過程中經常依賴讀者回饋來調整劇情走向。例如，羅莎莉原本設計為觀眾的替身角色，但因讀者反應冷淡，其戲份被大幅刪減。池田筆下的安東妮特形象，借鑑了當時少女漫畫中常見的女主角特質；她與杜巴利夫人之間的對立關係，也模仿了少女漫畫中常見的學園對手劇情。此外，作品中富麗堂皇的洛可可風格與異國情調的背景，也與1970年代少女漫畫的美學趨勢相符。作為週刊連載作品，每回需完成23頁內容，初期全由池田一人獨力完成。隨著工作量增加，她開始聘請助手協助；為趕上截稿，連續熬夜兩三日成為常態，甚至在連載期間仍需兼畫63頁的短篇作品。此外，與同時代漫畫家如萩尾望都與木原敏江之間的交流，也成為池田創作的重要支柱。
在構思角色時，池田特別受到法國大革命中「攻佔巴士底獄」事件的啟發。她指出，當時原屬王室軍隊的法国卫兵中有部分倒戈支持市民，成為事件的關鍵轉捩點。池田原打算以這支衛兵的指揮官作為主角，但因當時未曾造訪法國，且可參考的史料有限，最終決定將該角色設定為女性。這一改編即為奧斯卡角色誕生的契機。奧斯卡起初僅為配角，池田將其設為女性，是因為她自認難以描寫可信的男性軍人角色，並希望藉由女性身分獲得更大的創作自由。奧斯卡的外貌部分參考瑞典男演員伯伯恩·安德森，他因出演電影《魂斷威尼斯》而在1970年代初於日本引起熱潮。隨著連載進行，奧斯卡堅強且富有魅力的形象迅速獲得讀者喜愛，尤其受到少女讀者熱烈支持，最終由配角轉變為全作核心人物。隨著故事聚焦於奧斯卡，中期起漫畫開始以更嚴肅的筆觸描繪政治、社會與性別議題，畫風亦隨之轉變。
對於奧斯卡自幼以男性軍人身分培養的設定是否意圖反映性別意識，池田表示，在連載《凡爾賽玫瑰》期間，性別歧視在當時社會中仍被視為理所當然，尤其「性別」一詞甚至尚未在日本普及。當時漫畫創作尚難以維生，她仍需打工補貼生計；然而由於工作場所中存在性騷擾問題不得不辭職。在那樣的社會氛圍下，根本無暇思考什麼是「性別議題」，甚至覺得這些經歷是「理所當然」的現實。此外即便在同一雜誌中擁有相同人氣，女性漫畫家的稿酬仍被固定為男性的一半。當被問及是否將這種憤怒投射至作品時，池田否認此說，並坦言當時創作的唯一目標，是追求「更好的作品」以及「真正想寫的內容」。
在奧斯卡與安德烈相繼死亡後，《凡爾賽玫瑰》的讀者人數急遽下降。1973年11月4日發行的《Margaret》雜誌中，編輯部刊登對讀者來信的回應，表示收到大量要求讓奧斯卡與安德烈復活的請求。儘管池田原本希望繼續連載，以完整描繪整個法國大革命，但在編輯建議下，最終決定結束該系列。漫畫最後一章回歸以瑪麗·安東妮為主角，描繪從巴士底獄陷落至她被處刑的歷史事件。
2013年，為慶祝《Margaret》創刊50週年，集英社邀請池田撰寫專欄。池田則表達希望改為補完當年因連載中止而未能發表的《凡爾賽玫瑰》新章，出版社同意後則自2013年4月20日起於《Margaret》連載。首話主題為安德烈的童年，改編自寶塚歌劇團版劇情，原為池田專門為音樂劇所撰。復活連載的最終章於2018年2月5日刊出，並與萩尾望都的《波族傳奇》相連。池田萩尾為多年好友，也曾公開表示自己是《波族傳奇》的忠實讀者，並在萩尾授權下促成兩部作品的聯動。

## 主題

### 關係
1960年代及更早期的少女漫畫通常描繪兩種類型的愛情故事：一為被動少女與王子般男性之間的異性戀戀情，另一為描繪少女間強烈但短暫情誼的「S關係」故事。在《凡爾賽玫瑰》中，角色羅莎莉的情感設計即與「S關係」相似：年幼天真的她愛慕著成熟穩重的奧斯卡，然而奧斯卡以兩人皆為女性為由婉拒其情意。其後，羅莎莉的情感對象轉向兩位「王子型」男性角色。
連載初期，池田並未設定奧斯卡最終的情感歸屬。安德烈原本僅作為奧斯卡的朋友登場，但隨著劇情發展，他逐漸成為女性讀者心中理想的伴侶，人氣與日俱增。池田認為：「始終陪伴在身邊的人，或許才是最重要的存在。」並進一步表示，當時所關注的並非地位或財富，而是「對女性而言，真正重要的，是那種溫柔體貼、能在身旁支持她的男性」。這樣的價值觀在當時已深植她心，並認爲這更容易引起當代職業女性的共鳴。
漫畫學者黛博拉·沙慕恩（Deborah Shamoon）指出，儘管從生物性別角度而言，奧斯卡與安德烈的關係屬於異性戀，但在敘事結構中卻展現出「同性恋」配置：奧斯卡為具男性氣質的女性，安德烈則為失卻男子氣概的男性。沙慕恩進一步分析指出，安德烈在社會地位上低於奧斯卡，並承受典型「女性化」的單戀之苦；此外，兩人外貌相似的描繪也呼應當時新興的「耽美」類型作品所偏好的美學風格。

### 歷史考證

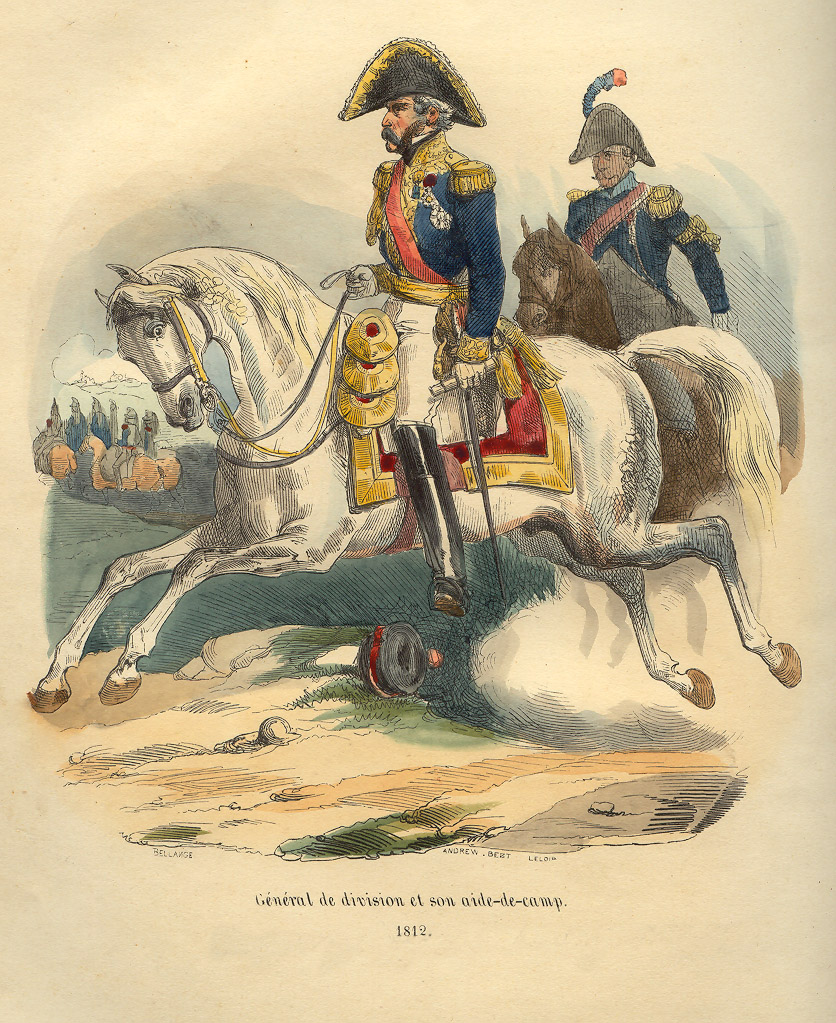
伊波利特·貝朗熱於1843年所繪畫作中，描繪了拿破仑时代皇家近衛隊的制服，與奧斯卡在漫畫中所穿制服者極為相似。

池田在設定《凡爾賽玫瑰》的歷史背景與事件時，主要參考斯蒂芬·茨威格於1932年出版的傳記作品《瑪麗·安東妮：一位平凡女子的肖像》。書中對安東妮的描寫涵蓋她與母親瑪麗亞·特蕾西亞的關係、與路易十六無愛的婚姻、與杜巴利伯爵夫人的宮廷爭鬥、與勃利夫人的友情、「钻石项链事件」以及與費爾森的戀情。茨威格與池田皆將安東妮刻畫為一位性格平凡卻命運多舛的女性，此形象既有別於大革命時無套褲漢視其為邪惡象徵的描繪，也不同於波旁王朝時期所宣傳的聖女形象。
漫畫中最大量的虛構設定來自池田自創角色，例如奧斯卡、安德烈及賈爾傑家族等人。奧斯卡之父鬆散地取材自歷史人物弗朗索瓦-奧古斯坦·雷尼耶·德·賈爾傑。至於羅莎莉與让娜·德瓦卢瓦-圣雷米及勃利夫人之間的親屬關係亦屬虛構，亞蘭·德·索瓦松等多位配角則為原創。為強化戲劇效果，部分歷史事件的時間順序亦有所調整，例如漫畫中費爾森參與「鑽石項鍊事件」，但史實中他並未涉及。此外，奧斯卡身穿的「法國衛隊制服」實際為19世紀初拿破仑帝国的皇家衛隊制服，與18世紀的樣式並不一致。根據池田表示，當時法國近衛軍的制服在視覺效果上過於樸素，為了在漫畫中強化角色的辨識度，遂選擇使用更具裝飾性的軍服設計。儘管如此，該類處理仍引起部分學者針對歷史準確性提出批評。

### 女性主義與性別議題
《凡爾賽玫瑰》的敘事，特別是在對法國大革命的詮釋方面，深受女性主義與共產主義思想的影響。該作的敘事風格亦展現出池田在日本共產主義運動所倡導的社会现实主义特徵，涉及階級意識、貧富差距、女性的社會從屬地位、公民责任、勞動條件，以及群眾革命如何促成公民權利的建立等議題。池田曾表示，瑪麗·安東妮的形象之所以吸引她，是因其象徵對父权制的反抗，例如她對凡爾賽宮廷規範的抗拒、無愛婚姻的困境、以及遭宮廷與民眾雙重敵視的命運。然而，安東妮在母職責任下仍難以掙脫父權體制，而「解除女性生育義務」正是當時日本女性主義的重要訴求之一。
沙慕恩指出，奧斯卡之所以比瑪麗·安東妮更受歡迎，源於她更為複雜的角色設定：她對安東妮懷有深厚感情，卻也逐漸察覺後者所代表體制的腐敗；同時，她透過自身的中性氣質與追求一位能尊重其陰陽特質的伴侶之歷程，對異性戀愛情與性別角色提出質疑。在此脈絡下，奧斯卡與安德烈的情愛場景尤其值得注意：兩人地位平等，皆具中性外貌，且畫面中並未描繪奧斯卡的胸部。學者藤本由香里（Yukari Fujimoto）認為，該場景高度美學化地描繪性愛，塑造了1970年代日本少女讀者對性愛的想像：非日常之事，而是一生中唯一且蘊含深刻情感的終極表達。

## 評價

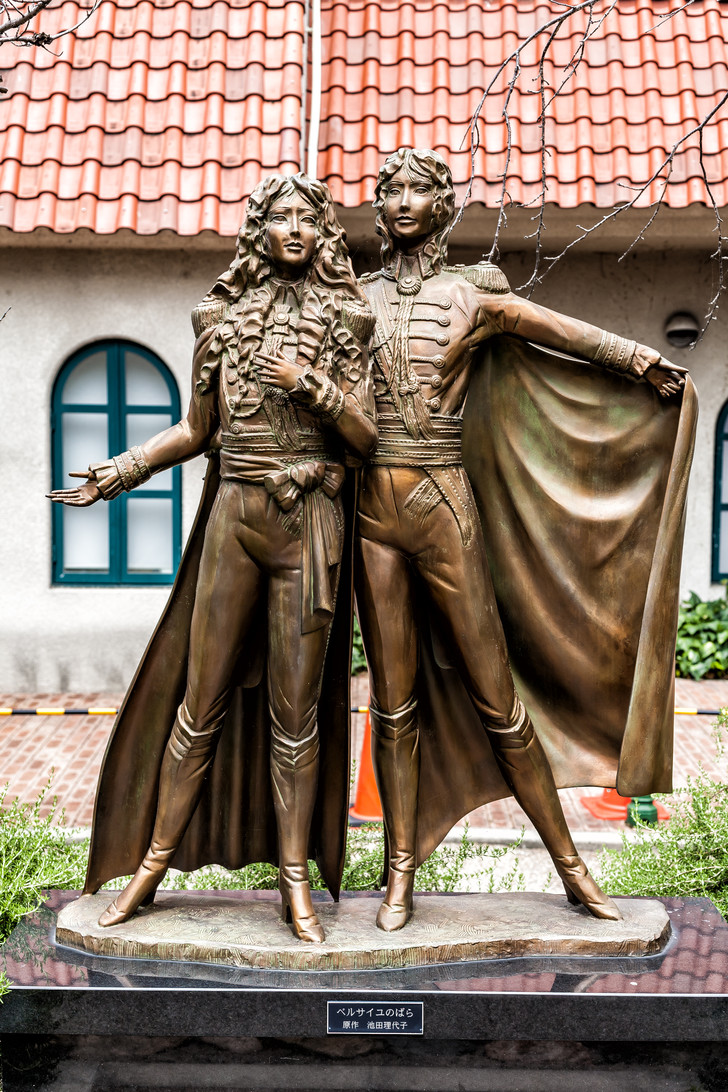
兵庫縣寶塚市寶塚大劇場的奧斯卡和安德烈雕像，攝於2008年。

漫畫評論家傑森·湯普森（Jason Thompson）讚譽《凡爾賽玫瑰》為漫畫媒介的「經典」，並形容奧斯卡是一項「天才之舉」，奠定了漫畫中「女扮男裝、時而在性別角色中掙扎，卻多能超越男性」的角色原型。他指出，這一原型最早可追溯至手塚治虫的《缎带骑士》，但他更偏愛「優雅而悲劇性」的奧斯卡，並將其與《緞帶騎士》中「童稚且可愛」的角色風格進行對比。在《Otaku USA》的評論中，丹妮卡·大衛森（Danica Davidson）亦高度讚賞本作，認為其「協助革新少女漫畫」，並特別提及作品「優雅、細膩且融合洛可可風格」的畫風。
動畫改編方面，《IndieWire》的影評人查爾斯·所羅門（Charles Solomon）指出，該劇集的戲劇性之強烈「令美國的日間肥皂劇都顯得克制」，但他亦認為此作是一個「跨文化交流的有趣範例」。他指出，儘管劇中的「凡爾賽」與現實中的法國相去甚遠，猶如吉伯特與蘇利文的喜歌劇《天皇》中的蒂蒂普城與日本毫無關聯，然其將「西方場景作為日本浪漫幻想的異國背景」的做法，亦可視為對西方文學中東方想像的某種反向對照。來自《THEM Anime》的珍妮佛·伯曼（Jennifer Berman）則給予動畫改編作五顆星的最高評價，肯定其作為歷史小說的敘事品質，但也指出其1970年代風格的畫風（如尖下巴與閃閃發亮的大眼睛）可能不合現代觀眾的審美。

### 影響
《凡爾賽玫瑰》自發行以來即獲得巨大商業成功。其於1970年代初期在日本觀眾中掀起的社會現象被稱為「凡玫熱」（ベルバラブーム）。截至2022年，《凡爾賽玫瑰》單行本在全球累計銷售超過2,300萬冊。
漫畫家萩尾望都指出，《凡爾賽玫瑰》的成功促使出版社更加普遍地將連載漫畫出版為單行本。該作品亦被認為提升了日本社會對法国文化的興趣，並使凡爾賽宮成為日本觀光客的熱門景點之一。基於其對法國歷史與文化的推廣，池田理代子於2009年獲法國政府授予榮譽軍團勳章。
此作對少女漫畫表現形式的發展產生深遠影響。學者蘇珊·J·納皮爾（Susan J. Napier）指出，奧斯卡作為一名「複雜且立體」的女性角色，與傳統中溫婉內斂的日本女性形象大相逕庭，對少女漫畫中女性角色的塑造方式帶來了變革。她的形象亦啟發了日後多部作品中的「英勇且具反串特質」的女主角，例如《星空學園》與《少女革命》等。此外，《凡爾賽玫瑰》也是少女漫畫從以兒童為主的讀者群，逐步轉向青少年讀者的重要轉捩點之一。這一變化亦反映在劇情風格上。本作中角色的死亡常常殘酷且無可挽回，這在當時的少女漫畫中相當罕見，因早期作品中角色多能透過劇情安排「死而復生」而再次出場。
《凡爾賽玫瑰》的成功與影響力透過多種改編作品得以延續，尤以寶塚歌劇團的音樂劇版本最為著名。這些舞台劇被視為池田理代子及其作品得以在日本大眾間廣為人知的主因之一。截至2014年，寶塚改編自本作的音樂劇已演出約2,100場，累計觀眾人次超過500萬。

## 出版書籍

### 本傳
單行本
| 卷數 | 日文副標 | 中文副標            | 集英社         | 集英社             | 東立出版社 | 東立出版社         |
| 卷數 | 日文副標 | 中文副標            | 發售日期       | ISBN               | 發售日期   | ISBN               |
| ---- | -------- | ------------------- | -------------- | ------------------ | ---------- | ------------------ |
| 1    | [ 33 ]   | 嶄新的命運漩渦      | 1972年10月25日 | ISBN 4-08-850106-3 |            | ISBN 957-34-1590-9 |
| 2    | [ 34 ]   | 耽溺光榮寶座        | 1972年11月25日 | ISBN 4-08-850108-X |            | ISBN 957-34-1591-7 |
| 3    | [ 35 ]   | 不容之戀情          | 1973年3月24日  | ISBN 4-08-850116-0 |            | ISBN 957-34-1592-5 |
| 4    | [ 36 ]   | 抓住黑騎士          | 1973年7月25日  | ISBN 4-08-850124-1 |            | ISBN 975-34-1593-3 |
| 5    | [ 37 ]   | 奧斯卡之苦楚        | 1973年9月25日  | ISBN 4-08-850131-4 |            | ISBN 957-34-1594-1 |
| 6    | [ 38 ]   | 燃燒的革命之火      | 1973年11月25日 | ISBN 4-08-850137-3 |            | ISBN 957-34-1595-X |
| 7    | [ 39 ]   | 美麗的愛誓言        | 1974年1月25日  | ISBN 4-08-850142-X |            | ISBN 957-34-1596-8 |
| 8    | [ 40 ]   | 蒙主召喚            | 1974年2月25日  | ISBN 4-08-850145-4 |            | ISBN 957-34-1597-6 |
| 9    | [ 41 ]   | 悲慘王妃的落魄下場  | 1974年3月25日  | ISBN 4-08-850148-9 |            | ISBN 957-34-1598-4 |
| 10   | [ 42 ]   | 外傳 / 黑衣伯爵夫人 | 1974年4月25日  | ISBN 4-08-850151-9 |            | ISBN 957-34-1599-2 |

文庫版
| 卷數 | 集英社        | 集英社             |
| 卷數 | 發售日期      | ISBN               |
| ---- | ------------- | ------------------ |
| 1    | 1994年12月1日 | ISBN 4-08-748220-0 |
| 2    | 1994年12月1日 | ISBN 4-08-748221-9 |
| 3    | 1994年12月1日 | ISBN 4-08-748222-7 |
| 4    | 1994年12月1日 | ISBN 4-08-748223-5 |
| 5    | 1994年12月1日 | ISBN 4-08-748224-3 |

完全版
| 卷數 | 集英社         | 集英社             | 東立出版社     | 東立出版社                           |
| 卷數 | 發售日期       | ISBN               | 發售日期       | ISBN                                 |
| ---- | -------------- | ------------------ | -------------- | ------------------------------------ |
| 1    | 2005年12月19日 | ISBN 4-08-855133-8 | 2021年8月13日  | ISBN 978-957-26-7009-5（首刷附錄版） |
| 2    | 2005年12月19日 | ISBN 4-08-855134-6 | 2021年9月16日  | ISBN 978-957-26-7010-1（首刷附錄版） |
| 3    | 2006年1月19日  | ISBN 4-08-855135-4 | 2021年11月11日 | ISBN 978-957-26-7011-8（首刷附錄版） |
| 4    | 2006年2月17日  | ISBN 4-08-855136-2 | 2021年12月6日  | ISBN 978-957-26-7012-5（首刷附錄版） |
| 5    | 2006年3月17日  | ISBN 4-08-855137-0 | 2022年1月6日   | ISBN 978-957-26-7013-2（首刷附錄版） |
| 6    | 2006年4月19日  | ISBN 4-08-855138-9 | 2022年2月8日   | ISBN 978-957-26-7014-9（首刷附錄版） |
| 7    | 2006年5月19日  | ISBN 4-08-855139-7 | 2022年3月10日  | ISBN 978-957-26-7015-6（首刷附錄版） |
| 8    | 2006年5月19日  | ISBN 4-08-855140-0 | 2022年4月8日   | ISBN 978-957-26-7016-3（首刷附錄版） |
| 9    | 2006年6月19日  | ISBN 4-08-855141-9 | 2022年5月19日  | ISBN 978-957-26-7017-0（首刷附錄版） |

### 插曲篇
集數從11卷開始算。
| 卷數 | 集英社        | 集英社                 | 東立出版社     | 東立出版社             |
| 卷數 | 發售日期      | ISBN                   | 發售日期       | ISBN                   |
| ---- | ------------- | ---------------------- | -------------- | ---------------------- |
| 11   | 2014年8月25日 | ISBN 978-4-08-845251-7 | 2015年5月25日  | ISBN 978-986-431-224-5 |
| 12   | 2015年7月24日 | ISBN 978-4-08-845409-2 | 2016年7月8日   | ISBN 978-986-431-860-5 |
| 13   | 2017年1月25日 | ISBN 978-4-08-845701-7 | 2017年12月14日 | ISBN 978-986-482-692-6 |
| 14   | 2018年3月23日 | ISBN 978-4-08-844002-6 | 2019年7月29日  | ISBN 978-957-26-0904-0 |

### 外傳
| 集數 | 副標題           | 實業之日本社  | 實業之日本社           |
| 集數 | 副標題           | 發售日期      | ISBN                   |
| ---- | ---------------- | ------------- | ---------------------- |
| 上   |                  | 1985年10月3日 | ISBN 4-408-43000-5     |
| 下   |                  | 1985年10月3日 | ISBN 4-408-43001-3     |
| 全   | 復刻版（上下卷） | 2003年6月18日 | ISBN 978-4-408-61229-4 |

其他版本
| 集數    | 中央公論新社   | 中央公論新社       |
| 集數    | 發售日期       | ISBN               |
| ------- | -------------- | ------------------ |
| 愛藏版  | 1990年2月26日  | ISBN 4-12-001898-9 |
| 文庫版  | 1995年6月      | ISBN 4-12-202355-6 |
| 完全版1 | 2004年10月22日 | ISBN 4-12-204439-1 |
| 完全版2 | 2004年10月22日 | ISBN 4-12-204440-5 |

### 相關書籍
- 連載30周年紀念 凡爾賽玫瑰大事典（ベルサイユのばら大事典）

| 集數 | 集英社        | 集英社             |
| 集數 | 發售日期      | ISBN               |
| ---- | ------------- | ------------------ |
| 全   | 2002年10月8日 | ISBN 4-08-782052-1 |

- 凡爾賽玫瑰四格漫畫趣味特集（ベルばらKids）

單行本
| 集數 | 朝日新闻出版  | 朝日新闻出版           |
| 集數 | 發售日期      | ISBN                   |
| ---- | ------------- | ---------------------- |
| 1    | 2006年10月6日 | ISBN 978-4-02-330376-8 |
| 2    | 2007年8月7日  | ISBN 978-4-02-330382-9 |
| 3    | 2008年7月4日  | ISBN 978-4-02-330394-2 |
| 4    | 2009年1月9日  | ISBN 978-4-02-330410-9 |
| 5    | 2010年1月8日  | ISBN 978-4-02-330478-9 |
| 6    | 2011年8月5日  | ISBN 978-4-02-330962-3 |
| 7    | 2013年3月7日  | ISBN 978-4-02-331184-8 |

文庫版（全2卷）
| 集數 | 朝日新聞出版 | 朝日新聞出版           |
| 集數 | 發售日期     | ISBN                   |
| ---- | ------------ | ---------------------- |
| 上   | 2016年4月7日 | ISBN 978-4-02-261852-8 |
| 下   | 2016年4月7日 | ISBN 978-4-02-261853-5 |

## 電視動畫
本作改編的電視動畫於1979年10月10日至1980年9月3日在日本電視台及其聯播網播出，共40集，另加1集總集篇。播出時段為日本標準時間每週三晚間19時00分至19時30分。

### 製作人員
- 原作：池田理代子[47]
- 企劃：梅谷茂（日本電視台）[47]、山本又一朗（日语：山本又一朗）
- 音樂：马饲野康二[47]
- 角色設計・作畫監督：荒木伸吾、姬野美智（日语：姫野美智）[47]
- 美術監督：窪田忠雄（日语：窪田忠雄）（第18話、第20話）、川井憲（第18話、第20話）、水谷利春（第19話、第21話起）[47]
- 攝影監督：高橋宏固、宮內征雄[47]
- 錄音監督：山田悦司（日语：山田悦司）（第13話起）[47]
- 選曲：鈴木清司（日语：鈴木清司）[47]
- 文藝負責：本間一行[47]
- 製作負責：青野史郎[47]
- 總監督：長濱忠夫（日语：長浜忠夫）（第13話前）[47]
- 首席導演：出崎統（第19話起）[47]
- 製片人：銀谷精一（日本電視台）、加藤俊三（日语：加藤俊三）（東京電影新社）[47]
- 美術補助：松宮正純、高野正道
- 攝影：高橋製作所 平山昭夫、齊藤佳三、中村喜則、大田勝美、高橋宜久、細野正
- 錄音演出：河村常平（第15話前）、長濱忠夫（第2話至第10話）
- 錄音技術：飯塚秀保
- 音效：東洋音響（日语：東洋音響）
- 剪輯：鶴淵允壽、高橋和子
- 標題：高具秀雄
- 動畫檢查：堀越新太郎
- 特效：佐藤通子、林好美
- 色彩指定：山名公枝、伊藤純子
- 製作進行：横溝隆久、尾崎穏通、土岐友二、水島定昭、水沼健二
- 錄音：东北新社[47]
- 沖印：東洋沖印所[47]
- 製作：東京電影新社[47]

### 製作
在動畫第37話中，奧斯卡與安德烈終於身心相契，與原作中二人發展較為緩慢的描寫不同。此集為動畫中唯一明確描繪兩人結合的場景，製作團隊為此花費三週討論（一般僅需一週）。最終採用了劇本家杉江慧子提出、與原作不同的「螢火蟲幻想場景」作為主軸。杉江認為，若照原作描述，貴族少女主動將僕人帶入房內略顯不自然，應給予女性角色充分的情感鋪陳與心理準備。

### 導演更迭
根據工作人員證言，原總監督長濱忠夫因奧斯卡聲優田島令子不滿其誇張的演出要求，向日本電視台的總製作人反映，導致後者與東京電影公司協商後決定更換導演。長濱曾執導《巨人之星》，在本作前13話中採用了其一貫的「長濱風」表現手法，即透過誇張對白與高強度演出表現劇情張力。接任導演的出崎統則風格迥異，強調詩意與畫面的留白，不強調人物動作。據文藝編劇山崎敬之指出，正因兩人風格鮮明的對比，《凡爾賽玫瑰》在動畫迷之間獲得高度評價。田島於2023年接受朝日電視採訪時亦證實此事，表示導演更換是因其與原導演演出理念不同，並依照製作方決策完成更替。
據出崎的訪談表示，其本人起初婉拒擔任導演，認為在前任仍在職時不應越位。當長濱完全卸任後，他才接受邀請。第14至18話因監督空缺，無任何一方介入審核，為本作少數未經導演確認的集數。出崎上任後觀察至第13話的內容，認為角色設計師荒木伸吾的風格尚未被充分展現，遂親自向其提議：「這不是美少女作品，請盡情揮灑、寫實處理吧」。從第19話起，畫風亦隨之發生顯著變化。
儘管動畫全話的角色設計與作畫監督均由荒木伸吾與姫野美智擔任，部分觀眾誤以為監督更換後作畫監督亦轉為出崎的常任搭檔杉野昭夫。動畫評論者小黑祐一郎指出，這一誤解可能源自1992年日本Soft System公司發行的雷射影碟封面由杉野繪製，然而杉野實際上未參與本作製作。

#### 各話列表
| 話數 | 日文標題 | 中文標題               | 腳本                       | 分鏡       | 演出                           | 播放日          |
| ---- | -------- | ---------------------- | -------------------------- | ---------- | ------------------------------ | --------------- |
| 1    |          | 奧斯卡！玫瑰的命運     | 篠崎好                     | 小田響堂   | 山吉康夫                       | 1979年 10月10日 |
| 2    |          | 飛舞吧！奧地利的蝴蝶   | 篠崎好                     | –          | 今澤哲男                       | 10月17日        |
| 3    |          | 凡爾賽出現火花         | 山田正弘                   | –          | 岡崎稔                         | 10月24日        |
| 4    |          | 玫瑰酒詭計             | 山田正弘                   | –          | 永丘昭典                       | 10月31日        |
| 5    |          | 淚水中蘊含的高貴       | 山田正弘                   | –          | 山吉康夫                       | 11月7日         |
| 6    |          | 絲綢禮服與破舊的衣裳   | 杉江慧子                   | 高屋敷英夫 | 出崎哲                         | 11月14日        |
| 7    |          | 情書出自何手           | 杉江慧子                   | –          | 永丘昭典                       | 11月21日        |
| 8    |          | 我心中的奧斯卡         | 篠崎好                     | –          | 出崎哲                         | 11月28日        |
| 9    |          | 太陽沉沒 太陽升起      | 篠崎好                     | –          | 永丘昭典                       | 12月5日         |
| 10   |          | 美麗的惡魔讓娜         | 山田正弘                   | –          | 山吉康夫                       | 12月12日        |
| 11   |          | 費爾森前往北國         | 山田正弘                   | 高屋敷英夫 | 山吉康夫                       | 2月19日         |
| 12   |          | 決鬥的早晨奧斯卡將…？  | 杉江慧子                   | –          | 山吉康夫                       | 12月26日        |
| 13   |          | 阿拉斯的風啊，回應我…  | 杉江慧子                   | 永丘昭典   | –                              | 1980年 1月9日   |
| 14   |          | 天使的秘密             | 篠崎好                     | 關根芳久   | 山吉康夫                       | 1月16日         |
| 15   |          | 賭場的伯爵夫人         | 篠崎好                     | 關根芳久   | 今澤哲男                       | 1月23日         |
| 16   |          | 母親，她的名字是…？    | 山田正弘                   | -          | 山吉康夫                       | 1月30日         |
| 17   |          | 此刻是重逢之時         | 山田正弘                   | 永丘昭典   | –                              | 2月6日          |
| 18   |          | 突如其來如伊卡洛斯     | 杉江慧子                   | 高屋敷英夫 | 山吉康夫                       | 2月13日         |
| 19   |          | 再見了，妹妹！         | 杉江慧子                   | 出崎統     | 竹內啓雄                       | 2月20日         |
| 20   |          | 費爾森的告別圓舞曲     | 篠崎好                     | 出崎統     | 竹內啓雄                       | 2月27日         |
| 21   |          | 黑玫瑰在夜晚綻放       | 篠崎好                     | 出崎統     | 竹內啓雄                       | 3月5日          |
| 22   |          | 項鍊的不祥光輝         | 山田正弘                   | 出崎統     | 竹內啓雄                       | 3月12日         |
| 23   |          | 狡猾而堅強！           | 山田正弘                   | 出崎統     | 竹內啓雄                       | 3月19日         |
| 24   |          | 再見，我的青春         | 杉江慧子                   | 出崎統     | 竹內啓雄                       | 3月26日         |
| 25   |          | 單戀的小步舞曲         | 杉江慧子                   | 出崎統     | 竹內啓雄、西久保瑞穂           | 4月2日          |
| 26   |          | 我想見黑騎士！         | 篠崎好                     | 出崎統     | 竹內啓雄、西久保瑞穂           | 4月9日          |
| 27   |          | 即使失去光明…          | 篠崎好                     | 出崎統     | 竹內啓雄、西久保瑞穂           | 4月16日         |
| 28   |          | 安德烈的藍色檸檬       | 山田正弘                   | 出崎統     | 竹內啓雄、西久保瑞穂           | 4月30日         |
| 29   |          | 開始行走的人偶         | 山田正弘                   | 出崎統     | 竹內啓雄、西久保瑞穂           | 5月14日         |
| 30   |          | 你是光，我是影         | 杉江慧子                   | 出崎統     | 竹內啓雄、西久保瑞穂、大賀俊二 | 5月21日         |
| 31   |          | 軍營綻放的紫丁香       | 杉江慧子                   | 出崎統     | 竹內啓雄、西久保瑞穂、大賀俊二 | 6月4日          |
| 32   |          | 風暴的前奏曲           | 篠崎好                     | 出崎統     | 竹內啓雄、西久保瑞穂、大賀俊二 | 6月18日         |
| 33   |          | 黃昏時分響起喪鐘       | 篠崎好                     | 出崎統     | 竹內啓雄、西久保瑞穂、大賀俊二 | 7月2日          |
| 34   |          | 現在的「網球場誓言」   | 山田正弘                   | 出崎統     | 竹內啓雄、西久保瑞穂、大賀俊二 | 7月9日          |
| 35   |          | 奧斯卡，現在是離巢之時 | 山田正弘                   | 出崎統     | 竹內啓雄、西久保瑞穂、大賀俊二 | 7月23日         |
| 36   |          | 暗號是「再見」         | 杉江慧子                   | 出崎統     | 竹內啓雄、西久保瑞穂、大賀俊二 | 7月30日         |
| 37   |          | 熱烈誓言的夜晚         | 杉江慧子                   | 出崎統     | 竹內啓雄、西久保瑞穂、大賀俊二 | 8月6日          |
| 38   |          | 在命運的門扉之前       | 篠崎好                     | 出崎統     | 竹內啓雄、西久保瑞穂、大賀俊二 | 8月20日         |
| 39   |          | 那微笑已然遠去！       | 篠崎好                     | 出崎統     | 竹內啓雄、西久保瑞穂、大賀俊二 | 8月27日         |
| 40   |          | 再見了，我親愛的奧斯卡 | 山田正弘                   | 出崎統     | 竹內啓雄、西久保瑞穂、大賀俊二 | 9月3日          |
| 41   |          | 凡爾賽玫瑰與女性們     | 山田正弘、篠崎好、杉江慧子 | -          | 竹內啓雄、大賀俊二             | 9月10日         |

#### 幻之最終話
1980年，由於《凡爾賽玫瑰》在日本電視台部分播出地區的時段被其他節目取代，導致該劇的播映被迫中斷。雖然官方表面上以「節目調整」等理由說明，但在1980年3月26日，原定播出第24集〈再會吧，我的青春〉的時段，實際上卻改播了一集與原本劇情無關、專為腰斬安排的替代最終回〈燃盡的玫瑰肖像〉（燃えつきたバラの肖像）。
有些資料將〈燃盡的玫瑰肖像〉歸為總集篇，但實際上除了部分回憶畫面外，大部分內容皆為全新繪製，並由與正篇不同的製作團隊以摘要形式描繪原本預計在第三季度播出的劇情。此集〈燃盡的玫瑰肖像〉自初次播出後從未再重播，也未曾收錄於任何DVD或影像出版品中。

### 主題曲
片頭曲〈薔薇は美しく散る〉
作詞：山上路夫 / 作曲・編曲：马饲野康二 / 演唱：鈴木宏子
片尾曲〈愛の光と影〉
作詞：山上路夫 / 作曲・編曲：馬飼野康二 / 演唱：鈴木宏子、志垣太郎
收錄上述兩首曲目的黑膠唱片與《凡爾賽玫瑰 經典場面音樂集 薔薇優雅地凋零》由Kitty Records發行。此外，這兩首曲目的完整版與電視版、以及劇中的配樂（BGM），皆被收錄於CD專輯《凡爾賽玫瑰 薔薇優雅地凋零 原創原聲帶&經典場面音樂集》中。2016年，環球音樂推出了三張CD組成的CD-BOX《凡爾賽玫瑰 音樂集［完全版］》。此版本除了收錄馬飼野康二的樂曲，還包括劇中所使用的古典樂，如巴赫、波凯里尼、拉摩與古诺等人的作品，皆以動畫本篇音源的形式收錄。

### 插曲・印象歌曲
〈私はとらわれびと〉
作詞：來生悅子 / 作曲・編曲：馬飼野康二 / 演唱：鈴木宏子
〈愛ゆえの哀しみ〉
作詞：山上路夫/ 作曲・編曲：馬飼野康二 / 演唱：鈴木宏子、田島令子
〈MAGICAL ROSE〉
作詞：Alice Sokulas / 作曲・編曲：馬飼野康二 / 演唱：Brownie
〈星になるふたり〉
作詞：片桐和子/ 作曲・編曲：馬飼野康二 / 演唱：Brownie

## 剧场版（1990年）
將電視版動畫重新剪輯後的作品，當初是以錄影帶方式先於1987年5月21日發售。本版的配音員做了大幅變更並重新錄音，1990年上映。
配音員
- 奧斯卡：戶田惠子
- 安德烈：水島裕
- 瑪麗·安東妮：上田美由紀（日语：上田みゆき）
- 費爾森：富山敬
- 珍妮：吉田理保子
- 路易十六：井上和彥
- 賈爾傑將軍：內海賢二
- 貝爾納：野島昭生
- 亞蘭：山田俊司
- 羅伯斯庇爾：池水通洋（日语：池水通洋）
- 奶媽（ばあや）—— 梨羽由紀子（日语：梨羽由紀子）
- 旁白：武藤禮子

製作人員
- 導演：兒玉兼嗣、竹內啓雄
- 製作人：藤岡豐（日语：藤岡豊）
- 製作統籌：加藤俊三
- 原作：池田理代子
- 劇本：山田正弘、篠崎好、杉江慧子
- 企劃：梅谷茂、山本又一朗
- 角色設計：姬野美智
- 作畫監督：荒木伸吾
- 攝影：高橋宏固
- 音樂：馬飼野康二
- 美術：水谷利春、窪田忠雄（日语：窪田忠雄）、川井憲
- 錄音：山田悅司（日语：山田悅司）
- 結構構成：竹內啓雄

## 劇場版（試映版）
2007年東京國際動畫博覽會播放試映版。角色沒有台詞，影片長度不到五分鐘，全程播放由YOSHIKI創作的音樂。影片的最後寫著「預計戲院上映」的字樣，但詳細上映日期未定。
- 原作：池田理代子
- 劇本：横手美智子
- 導演：井上榮作（日语：井上栄作）
- 插畫：窪秀巳
- 音樂：YOSHIKI
- 藝術：行信三（日语：行信三）
- 動畫製作：東映動畫

## 剧场版（2025年）
2022年9月發表劇場版動畫製作的消息。由MAPPA製作，TOHO NEXT、Avex Pictures發行。2025年1月31日在日本上映。
該電影後於2025年4月30日由Netflix發行。
配音員
- 奧斯卡·法蘭索瓦·德·賈爾傑：澤城美雪[65]
- 瑪麗·安東妮：平野綾[65]
- 安德烈·格蘭迪耶：豐永利行[65]
- 漢斯·阿克賽爾·馮·費爾森：加藤和樹[65]
- 亞蘭·德·索瓦松：武內駿輔[65]
- 弗洛里安·德·傑洛戴爾：江口拓也[65]
- 貝爾納·夏特雷：入野自由[65]
- 路易十六：落合福嗣[65]
- 賈爾傑將軍：銀河萬丈[65]
- 馬龍·格拉瑟·蒙布朗（奶媽）：田中真弓[65]
- 諾艾爾伯夫人：平野文[65]
- 路易十五：大塚芳忠[65]
- 羅莎莉：早見沙織[65]
- 達古上校：山野井仁[65]
- 布耶將軍：大塚明夫[65]
- 賈爾傑夫人：島本須美[65]
- 羅伯斯庇爾：小野賢章[65]
- 路易·約瑟夫：德井青空[65]
- 瑪麗·特蕾茲：田中美海[65]
- 拉薩爾：田丸篤志[65]
- 尚：山下大輝[65]
- 法蘭索瓦：鈴木裕斗[65]
- 皮耶爾：寺島惇太[65]
- 德·傑梅內：高木涉[65]
- 德·羅訥：近藤浩德（日语：近藤浩徳）[65]
- 旁白：黑木瞳[65]

製作團隊
- 原作：池田理代子
- 導演：吉村愛
- 劇本：金春智子
- 角色設計：岡真里子
- 美術監督：中村豪希
- 美術設定：草森秀一（日语：草森秀一）、新林希文
- 槍械設計：秋篠Denforword日和
- 音樂製作人：泽野弘之
- 音樂：澤野弘之、KOHTA YAMAMOTO（日语：KOHTA YAMAMOTO）
- 3DCG導演：野本郁紀
- 剪輯：坂本久美子
- 動畫製作人：川越恒、野田楓子
- 動畫製作公司：MAPPA
- 製作：劇場動畫《凡爾賽玫瑰》製作委員會
- 發行：TOHO NEXT、Avex Pictures（日语：エイベックス・アニメーションレーベルズ）
- 支援：法國駐日大使館、日本法國文化中心（日语：アンスティチュ・フランセ日本）
- 預告片配樂：《The rose of Versailles》（作詞：藤林聖子 / 作曲・編曲：澤野弘之）

主題曲
《Versailles - ベルサイユ -》
演唱：絢香

## 註解
1. ↑  新episode的卷數，在集英社『Margaret Comics』以11卷表記。
2. ↑  1994重修編排後改名為/自己選擇的道路
3. ↑  1994重修編排後改名為/蒙主召喚